# Gavin O'Connor
Gavin James O'Connor, född 24 december 1963 i Huntington på Long Island i delstaten New York, är en amerikansk filmregissör, manusförfattare, producent, dramatiker, och skådespelare. Han är mest känd för att ligga bakom regin i filmerna Miracle (2004), Warrior (2011), The Accountant (2016), och The Way Back (2020). Han har också innehaft universitetsstudier, detta på University of Pennsylvania.
Gavin O'Connor är sedan den 22 juni 2013 gift med skådespelerskan Brooke Burns. Han var innan dess gift med filmskaparen och skådespelerskan Angela Shelton, vilket han var mellan åren 1995 och 1996.

## Filmografi (i urval)

### Filmer
- 1999 – Tumbleweeds (regissör, manusförfattare och exekutiv producent)
- 2004 – Miracle (regissör)
- 2008 – Pride and Glory (regissör och manusförfattare)
- 2011 – Warrior (regissör, manusförfattare och producent)
- 2015 – Brothers (berättelseförfattare)
- 2015 – Jane Got a Run (regissör)
- 2016 – The Accountant (regissör och exekutiv producent)
- 2020 – The Way Back (regissör och producent)

### Endast producent
- 2002 – The Slaughter Rule

### Skådespelarinsatser
- 1999 – Tumbleweeds
- 2001 – The Glass House
- 2011 – Warrior

### TV-serier
- 2013–2014 – The Americans (TV-serie) (regissör och exekutiv producent)
- 2017 – Seven Seconds (TV-serie) (regissör och exekutiv producent)
- 2021 – Mare of Easttown (TV-serie) (exekutiv producent)